# Jabot (oiseau)
Pour les articles homonymes, voir jabot.

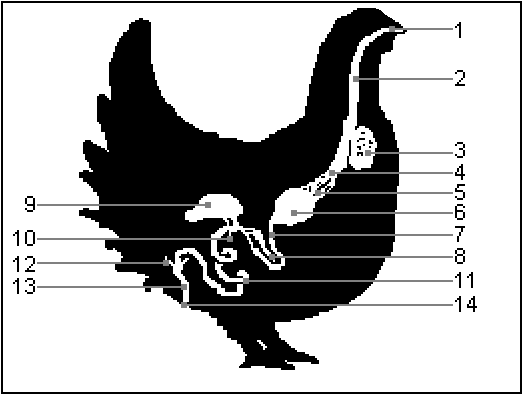
Jabot en (3) sur le schéma

Le jabot est un organe de l'appareil digestif chez plusieurs groupes d'animaux, formant un renflement ou une poche, de taille variable selon les espèces, destiné à entreposer la nourriture. Il correspond à un diverticule sur l’œsophage des oiseaux, permettant aux aliments d’être stockés avant de pénétrer dans l’estomac.
Chez certaines espèces, les aliments s’humidifient et sont mis en réserve avant de poursuivre la digestion. Cette adaptation est indispensable chez les granivores notamment qui, en terrain découvert, accumulent très rapidement une très grosse quantité de graines puis vont se mettre à l’abri pour entamer leur digestion. Il est particulièrement développé chez certaines espèces notamment la majorité de celles appartenant aux rapaces, gallinacés, columbiformes et psittacidae.[réf. souhaitée]
Les columbiformes,[réf. nécessaire] durant la période d’incubation, développent deux petits appendices arrondis qui sécréteront durant quelques jours une matière caséeuse appelée lait de jabot pour nourrir les oisillons, une fois ceux-ci sortis de l’œuf. 